# Eddy Teddy
Eduardo Alberto da Silva Moreira (1950-1997), mais conhecido como Eddy Teddy, foi um músico brasileiro de rockabilly.

## Biografia
Eddy Teddy foi o fundador da banda Coke Luxe e é considerado um dos pioneiros do rockabilly no Brasil, faleceu em 1997, vítima de um aneurisma.

## Homenagens
Eddy Teddy aparecia na tira Caras e Caretas de Franco de Rosa, publicado no jornal Folha da Tarde e no fanzine Rabo de Peixe de Worney Almeida de Souza. Em 2017, foi realizado um tributo em homenagem a Eddy Teddy, com o filho de Eddy, Luiz Teddy nos vocais, Big Marcel no contrabaixo e os integrantes originais Jipp Willis na bateria e Billy Breque na guitarra, no mesmo ano, a Editora Criativo lançou um álbum da tira.

## Discografia

### Coke Luxe

#### Compacto
- Não beba, papai, não beba (1983) Baratos Afins

#### Long Play
- Rockabilly bop (1984) Baratos Afins